# Хемптон Манор (Њујорк)
Хемптон Манор (енгл. Hampton Manor) насељено је место без административног статуса у америчкој савезној држави Њујорк.

## Демографија
По попису из 2010. године број становника је 2.417, што је 108 (-4,3%) становника мање него 2000. године.
| Група             | 2000.         | 2010.         |
| Белци             | 2.393 (94,8%) | 2.191 (90,6%) |
| Афроамериканци    | 43 (1,7%)     | 82 (3,4%)     |
| Азијати           | 43 (1,7%)     | 51 (2,1%)     |
| Хиспаноамериканци | 18 (0,7%)     | 47 (1,9%)     |
| Укупно            | 2.525         | 2.417         |